# رينفروشير الشرقية (دائرة انتخابية في المملكة المتحدة)
رينفروشير الشرقية  (بالإنجليزية: East Renfrewshire)‏ هي إحدى الدوائر الانتخابية في المملكة المتحدة الممثلة في مجلس العموم في برلمان المملكة المتحدة.
عضو البرلمان الذي يمثلها حالياً هو :Mr Jim Murphy (Lab).